# Inergen
Inergen je plinska mešanica, ki jo sestavljajo dušik, argon in ogljikov dioksid. Inergen sestavlja kombinacija črk iz inertnih plinov in dušika (nitrogen). Ogenj gasi s pomočjo znižanja koncentracije kisika na nivo med 12% in 15%. Vsi plini, ki sestavljajo inergen so prisotni v naravi, zato inergen nima nobenega škodljivega vpliva na okolje.
Ta mešanica gasilnega plina ne uničuje ozonskega plašča, ne povzroča globalnega segrevanja, nima življenjske dobe v atmosferi.

## Lastnosti
Inergen je izdaten, nekorozivni plin, ki ne podpira gorenja
V primeru požara je prva naloga evakuacija ljudi. Inergen je shranjen v obliki plina, ki po sproženju ne ustvarja megle in omogoča ljudem varno zapustitev prostora brez zmanjšanja vidljivosti.
Ljudi je potrebno evakuirati iz prostora pred sprožitvijo gasilnega sistema, vendar v določenih primerih to ni mogoče. Majhna količina ogljikovega dioksida, ki jo vsebuje Inergen, dvigne nivo ogjikovega dioksida v prostoru nad 3%. Posledica je stimulacija človeškega telesa, da prične globlje dihati, poveča prekrvavljenost možganov in pomaga pri oskrbi tkiva s kisikom. Poenostavljeno bi lahko dejali, da Inergen zagotavlja, da človeški možgani dobijo enako količino kisika kot ga dobijo iz zraka, hkrati pa gasi in preprečuje gorenje v prostoru.
Inergen je varen za ljudi, saj vzdržuje nivo kisika v krvi.

## Inergen kot gasilo
Ogenj potrebuje za gorenje temperaturo, gorivo in kisik. Pri vlivanju Inergen-a v prostor se koncentracija kisika v zraku zniža iz normalnega nivoja 21% na nivo pod 15% in ogenj je pogašen. Nalogo redčenja kisika imata pri Inergen-u dušik in argon. Argon ima tudi sekundarno nalogo. Zaradi svoje visoke specifične teže, približa gostoto Inergen-a nivoju, ki je približno enak zračni gostoti. S tem se onemogoči Inergen-u, da bi iztekal iz prostora in se lahko vdržuje koncentracijo gasila v normalno zatesnjenem prostoru 10 minut ali več.
Požarni preizkusi na Danskem, v Franciji, Nemčiji, Združenem kraljestvu in ZDA so pokazali, da Inergen učinkovito pogasi površinske požare razreda A, požare tekočin razreda B in požare razreda C.
Sistemi Inergen so oblikovani tako, da odkrijejo in pogasijo ogenj v začetni fazi požara, pred nastankom škode, hkrati pa s koncentracijo gasila v prostoru omogočijo vročim površinam, da se ohladijo.
Kot izjemno čisto gasilo, ki ne poškoduje občutljive opreme in materialov, ki je hkrati varno za ljudi, je Inergen še posebno primeren za zaščito:
Računalniških centrov, prostorov z električnimi preklopniki in distribucijskih prostorov, arhivov, telekomunikacijskih prostorov, laboratorijev ter ostalih prostorov, kjer lahko požar lahko povzroči veliko ekonomsko in gospodarsko izgubo.

## Varnost ljudi
Inergen simultano znižuje koncentracijo kisika v prostoru in zvišuje koncentracijo ogljikovega dioksida. Pravilno oblikovani gasilni sistem Inergen upošteva, da je predvidena koncentracija v okvirih, ki omejujejo zgornji in spodnji nivo koncentracije kisika in ogljikovega dioksida. Inergen je odobren za uporabo v obljudenih prostorih, če je predvidena koncentracija v omenjenih varnostnih okvirih.
Pri gorenju se ustvarjajo toksične snovi, zato je zaradi varnosti potrebno po požaru pred vstopom prostor najprej prezračiti, oziroma, če je potrebno vstopiti takoj, je potrebna uporaba odobrene dihalne opreme.
Ne dotikajte se visokotlačnih razpršilnih šob in izogibajte se direktnemu vdihavanju nerazredčenega plina.

## Opis sistema za gašenje
Sistem Inergen je oblikovan kot sistem za popolno poplavitev prostora. Sistem sestavlja fiksna oskrba gasila Inergen priključena na razvod cevi s šobami, ki usmerijo gasilo v zaprt zaščiteni prostor. Pri sistemih s popolno poplavitvijo, morajo biti prostori zatesnjeni, da se lahko vzdržuje zahtevana koncentracija INERGEN-a za določeni čas, kar zagotavlja popolno gašenje in preprečuje ponovni vžig. Kot primer – sistem Inergen nameščen v računalniškem centru mora zagotavljati ustrezno koncentracijo gasila za čas najmanj 10 minut.

### Komponente sistema
Inergen sistem tipsko sestavljajo:Avtomatski sistem za detekcijo dima,kontrolna enota za sprožitev sistema,baterija visokotlačnih jeklenk s plinom,visokotlačna zbirna cev za povezavo jeklenk s plinom,enota za znižanje tlaka, ki omeji tlak v cevovodu,cevni razvod s šobami, ki enakomerno razdeli dovod plina v prostor.

### Faza vlivanja plina
Inergen je shranjen v plinasti obliki v visokotlačnih jeklenkah. Pri velikih sistemih, so jeklenke pogosto lahko tudi do 100 m oddaljene od  varovanega prostora, saj je izguba tlaka in časovna zakasnitev zaradi cevovoda zanemarljiva. S tem je omogočena velika fleksibilnost pri postavitvi baterije jeklenk. Za zmanjšanje prostora, potrebnega za shranjevanje jeklenk, pri sistemih kjer varujemo več prostorov uporabimo sektorske ventile, ki usmerijo plin samo na področje, kjer je to potrebno. Tako lahko bistveno zmanjšamo potrebno število jeklenk.

### Detekcija in krmiljenje
Za odkrivanje požara, se instalira mreža požarnih detektorjev – navadno pod strop. Izbira detektorjev je odvisna od pričakovane vrste požara. Na izbiro so detektorji, ki zaznavajo dim, toploto ali plamen.
Po zaznavanju požara, detektor pošlje signal na požarno centralo, ki registrira v katerem požarnem področju je nastal požar. Po sprejemu prvega signala detektorja se sproži alarm – sirena, ki opozori osebje naj zapusti prostor, po sprejemu drugega signala pa se prične sekvenca gašenja. Izključi se vsa oprema, ugasnejo prezračevalne naprave in zaprejo se zračniki, da med vlivanjem Inergen-a ne doteka svež zrak v prostor.
Za podporo je vgrajen tudi sistem za ročno sproženje. potek dogodkov v sekvenci gašenja se razlikuje med državami, odvisno od zahtev (ponekod se vsa oprema izključi že pri prvem signalu).
Po poteku časovne zakasnitve se s pomočjo električnega ali mehanskega sprožila odpre ventil na glavni jeklenki. Inergen steče v zbirno cev in pnevmatsko odpre ventile na ostalih jeklenkah (sistem DFE je nekoliko drugačen, ker ima v zbirni cevi stalni tlak in samo en ventil).
Tak način postavitve pomeni, da je potrebno za eno baterijo jeklenk imeti samo en električni sprožilni sistem. Po potrebi se lahko vgradita dva električna sprožilna sistema, ki sta križno povezana in vsak od njiju lahko odpre celotno baterijo jeklenk.

### Potek gašenja v sistemskem prostoru
(primer je vzet iz Združenega kraljestva – podrobnosti se lahko med državami razlikujejo)
- Pojavi se dim
- Vključi se prvi detektor, ki sproži vidno alarmno opozorilo. Pričnejo se priprave na evakuacijo prostora.
- Vključi se drugi detektor, ki sproži zvočno alarmno opozorilo. Prične se odštevanje zakasnitvenega časa, signal za alarm se pošlje na nadzorno mesto oz. gasilsko brigado. Potrebna je takojšnja evakuacija prostora.
- Po izteku zakasnitvenega časa (navadno 10 sekund) se sprosti plin. V približno 60 sekundah pade nivo kisika na 13,8%, dvigne pa se nivo CO2 na 2,5%.
- Prične teči čas vzdrževanja koncentracije. Nivo kisika pade na 12,5%, nivo CO2 pa naraste na 3,2%.
- Konec vlivanja plina po približno 4 minutah.

### Gašenje nezatesnjenih prostorov
V času nastanka članka, standardi za projektiranje še niso verificirani za uporabo Inergen-a v nezatesnjenih prostorih. Ne glede na to, je gašenje z Inergen-om v nezatesnjenih prostorih lahko uspešno, če je pretok zraka omejen in čas vzdrževanja koncentracije ni kritičnega pomena. V takih primerih je potrebno poskusno vlivanje plina v prostor in merjenje koncentracije kisika na kritičnih mestih.	

### Gašenje tlečih požarov
Čeprav Inergen v osnovi ni primeren za gašenje tlečih požarov razreda A - razen, če je nivo kisika znižan pod nivo, ki je še sprejemljiv za obljudene prostore – lahko uspešno pogasi površinski požar razreda A. Zato je izjemno pomembno, da se Inergen sistemi za gašenje sprožijo avtomatsko s pomočjo sistema za detekcijo požara, ko je ogenj še v začetni fazi in še ne pride do tlenja.

### Gašenje posebnih materialov
Inergen ni primeren za gašenje požarov materialov z atipičnimi zgorevalnimi reakcijami. Najpomembnejši med njimi so:
- kovine in kemikalije, ki niso odvisne od kisika v atmosferi
- tleči požari lesa, papirja, tekstila ipd.
- materiali, ki reagirajo s CO2, kot alkalne kovine in kovinski hidridi

Navedbe standarda NFPA 2001 :
Čista gasilna sredstva se ne smejo uporabljati pri požarih, ki vključujejo naslednje materiale, razen v primerih, ko so bili opravljeni preizkusi in so rezultati zadovoljili pristojne organe, ki so izdali odobritev :
1. Kemikalije ali mešanice kemikalij, kot na primer celulozni nitrat in smodnik, ki so zmožne hitro oksidirati brez prisotnosti zraka
2. Reaktivne kovine, kot na primer litij, natrij, kalij, magnezij, titan, cirkonij, uran in plutonij
3. Kovinski hidridi
4. Kemikalije, ki so avtotermično razgradljive, kot na primer nekateri organski peroksidi in hidrazin.

## Gašenje požarov plina (razred C)
Čeprav je Inergen primeren za gašenje požarov plina (razred C), ga je potrebno v teh primerih uporabljati zelo pazljivo, ker obstaja možnost nastanka eksplozivne atmosfere. Inergen se lahko uporabi za izpodrivanje take atmosfere, vendar je potrebno vzdrževati koncentracijo tako dolgo kot je to potrebno. Splošno pravilo je, da se požar plina najbolje kontrolira, če se zapre dovod goriva.